# أنتوني هيكي
أنتوني هيكي (بالإنجليزية: Anthony Hickey)‏ مواليد 22 نوفمبر 1992، هو لاعب كرة سلة أمريكي. بدأ مسيرته الاحترافية في سنة 2015. يلعب في الدوري اليوناني لكرة السلة كلاعب هجوم خلفي. يحمل الرقم 2. يبلغ طوله 5 قدم 11 بوصة (1.8 م). لعب مع أسكو غدينيا وأيه إي كي لارنكا.

## روابط خارجية
- أنتوني هيكي على موقع كرة السلة الأوروبية.كوم (الإنجليزية)
- أنتوني هيكي على موقع كلية كرة السلة في سبورتس رفرنس.كوم (الإنجليزية)
- أنتوني هيكي على موقع ريلجم (الإنجليزية)
- أنتوني هيكي على موقع بروبوليرز (الإنجليزية)
- أنتوني هيكي على موقع سبورتس رفرنس (الإنجليزية)